# Stanisław Wasil
Stanisław Wasil (ur. 7 maja 1926 w Zalesicach, zm. 20 czerwca 2009) – polski pilot doświadczalny, pilot szybowcowy, samolotowy i śmigłowcowy.

## Życiorys
Syna Władysława i Władysławy z domu Maj. Szkołę powszechną ukończył w rodzinnej wsi. Po wybuchu II wojny światowej pracował jako sklepikarz w Zalesicach, a następnie w niemieckiej firmie w Radomiu przy naprawach pojazdów mechanicznych. W latach 1942–1943 uczył się w szkole zawodowej w Radomiu. Służył w oddziale Batalionów Chłopskich Jana Sońty „Ośki” w charakterze łącznika, a następnie jako żołnierz. Brał udział w akcjach bojowych na terenie Lubelszczyzny i Kielecczyzny. Po zakończeniu działań wojennych kontynuował naukę w Warszawie, najpierw w gimnazjum przy ul. Miodowej, następnie w Państwowym Liceum Mechaniczno-Lotniczym przy ul. Hożej 88. W latach 1945–1946 pracował jako kierowca w komisariacie Milicji Obywatelskiej w Warszawie, działał w Zarządzie Głównym Związku Młodzieży Wiejskiej „Wici” i należał do zespołu tanecznego. W 1948 roku rozpoczął studia w Szkole Inżynierskiej Wawelberga i Rotwanda, które kontynuował na Wydziale Lotniczym Politechniki Warszawskiej (po jej połączeniu ze szkołą Wawelberga). Dyplom inżyniera, ze specjalnością budowa płatowców, otrzymał w 1952 roku.
Od stycznia 1953 roku rozpoczął pracę w WSK Mielec, gdzie odpowiadał za organizację działu prób w locie (był jego kierownikiem przez trzy lata). W 1956 roku stworzył w zakładzie mieleckim dział serwisu, którym kierował do 1962 roku.
W 1963 roku uzyskał uprawnienia: pilota doświadczalnego II klasy, do wykonywania lotów IFR, do pełnienia czynności operatora radiotelefonisty pokładowego w języku polskim na terytorium Polski i języku rosyjskim na terytorium krajów demokracji ludowej, a także do wykonywania lotów agrolotniczych. Został zatrudniony na stanowisku pilota-oblatywacza mieleckich zakładów, od września 1963 roku uzyskał uprawnienia do oblatywania samolotów An-2 i odrzutowych TS-11 Iskra. Podczas tych lotów pięciokrotnie lądował Iskrą bez pracującego silnika, a raz z częściowo wypuszczonym podwoziem. 19 września 1973 roku oblatał jednomiejscową wersję Iskry w wersji Iskra BR 200 z silnikiem WSK SO-3.
W marcu 1974 roku uzyskał uprawnienia samolotowego pilota doświadczalnego I klasy. W następnych latach oblatał prototypy samolotów PZL M-15 Belphegor CB (1976 rok) i PZL M-17 (1977 rok). Brał udział w przeszkalaniu radzieckich pilotów w obsłudze samolotu M-15. Za loty na M-15 został uhonorowany przez Skrzydlatą Polskę Błękitnymi Skrzydłami. Podczas Międzynarodowego Salonu Lotniczego w Paryżu w 1977 roku demonstrował możliwości Iskry w locie. W tym samym roku przebywał w Indiach, gdzie brał udział w badaniu przyczyn wchodzenia Iskry w niekontrolowany korkociąg.
Był jednym z dwóch pilotów, którzy przeprowadzali próby korkociągowe na samolocie rolniczym PZL M18 Dromader służące uzyskaniu certyfikatu na rynek kanadyjski. Podczas lotu 3 kwietnia 1980 roku opracował metodę wyprowadzania samolotu z korkociągu.
Latał też jako pilot agrolotniczy, w 1983 roku został skierowany do lotów na terenie Afryki. Ponadto, jako pilot pożarniczej wersji Dromadera, gasił w 1983 i 1987 roku pożary lasów w Polsce.
Pod koniec 1983 roku przeszedł na emeryturę. W swej karierze pilota wykonał 13 921 lotów trwających łącznie 9072 godzin (w tym 4868 godzin jako pilot doświadczalny). Był członkiem Klubu Pilotów Doświadczalnych i Koła Łowieckiego „Sęp” w Mielcu.
Zmarł 20 czerwca 2009 roku i został pochowany na cmentarzu komunalnym w Mielcu przy ul. Królowej Jadwigi.

## Działalność sportowa
W 1951 roku odbył szkolenie szybowcowe w szkole szybowcowej w Malborku, następnie podnosił kwalifikacje szybowcowe w Aeroklubie Mieleckim. W 1955 roku przeszedł szkolenie spadochronowe i podstawowe przeszkolenie samolotowe oraz zdobył Srebrną Odznakę Szybowcową.
27 stycznia 1957 roku został wybrany na stanowisko Prezesa Zarządu Aeroklubu Mieleckiego. 25 sierpnia 1957 roku zdobył pierwszy Diament za przelot docelowy na trasie Mielec – Białystok (dystans 333 kilometry). W 1958 roku przeszedł w Świdniku przeszkolenie w lotach na śmigłowcach.
30 marca 1958 roku, podczas walnego zebrania członków Aeroklubu, został wybrany na stanowisko Przewodniczącego Sekcji Szybowcowej. W 1959 roku uzyskał uprawnienia pilota samolotowego II klasy. 13 marca 1960 roku na zebraniu walnym Aeroklubu został wybrany na członka Sądu Koleżeńskiego. W kolejnych latach wielokrotnie był wybierany do składu zarządu Aeroklubu. W maju, z pilotem Józefem Janiakiem, wziął udział w XII Locie Południowo-Zachodniej Polski w Krakowie, gdzie zajęli 8 miejsce. W dniach 15–17 lipca wystartował w Zlocie Grunwaldzkim i zdobył pamiątkową plakietkę.
W 1960 roku wystartował, jako gość, w Szybowcowych Mistrzostwach NRD i zdobył 2. miejsce wśród obcokrajowców i 6. w klasyfikacji ogólnej. W 1961 roku uzyskał uprawnienia pilota samolotowego i szybowcowego I klasy oraz uprawnienia instruktora samolotowego i szybowcowego II klasy. 21 czerwca 1962 roku otrzymał Złotą odznakę Szybowcową (nr 274 w Polsce).
Uprawiał akrobację samolotową, startował w II Mistrzostwach Polski w Akrobacji w Zielonej Górze (1961 rok) i w III Mistrzostwach we Wrocławiu (1962 rok - zajął 9. miejsce). W dniach 1–9 października 1962 roku wziął udział w VIII Samolotowych Mistrzostwach Polski, gdzie z obserwatorem A. Remiszewskim zajął 24. miejsce (na 36 startujących załóg). 3–4 listopada tego samego roku odbyły się I Samolotowe Zawody Aeroklubu Mieleckiego, gdzie zajął 2. miejsce. W II Samolotowych Zawodach Aeroklubu Mieleckiego w 1963 roku zajął 3. miejsce.
Został powołany w skład reprezentacji Polski i wystartował w lipcu 1963 roku w Międzynarodowych Zawodach Samolotowych w Akrobacji Krajów Socjalistycznych w Moskwie, gdzie zajął 10. miejsce.

## Życie prywatne
Był żonaty z Marią, mieli córkę Annę.

## Odznaczenia i nagrody
Za swą działalność i pracę otrzymał liczne wyróżnienia i nagrody:
- Krzyż Partyzancki (1948),
- Krzyż Walecznych (1965),
- Krzyż Kawalerski Orderu Odrodzenia Polski (1969),
- Brązowy Medal „Za zasługi dla obronności kraju” (1969),
- Srebrny Medal „Za zasługi dla obronności kraju” (1971),
- Odznaka Zasłużonego Pracownika WSK Delta Mielec (1975),
- Wyróżnienie „Błękitne Skrzydła” (1975),* Złota Odznaka „Za zasługi dla rozwoju przemysłu maszynowego” (1981),
- Odznaka Zasłużony Działacz Lotnictwa Sportowego (1986),
- Odznaka Zasłużony dla Województwa Rzeszowskiego (1986),
- Złoty Medal „Za zasługi dla obronności kraju” (1987),
- Brązowy Medal „Za Zasługi dla Pożarnictwa” (1988),
- Krzyż Batalionów Chłopskich (1993),
- Medal Zwycięstwa i Wolności 1945,
- Srebrny Medal Zasługi Łowieckiej,
- Odznaka Grunwaldzka,
- Brązowa Odznaka „Za Zasługi dla Aeroklubu Polskiego”,
- Medal 50-lecia Polskiego Lotnictwa Sportowego 1919-1969.